# عبدالله حمدان الشمری
عبدالله حمدان الشمری (انگلیسی: Abdullah Al-Shammeri؛ زادهٔ ۲۴ نوامبر ۱۹۹۱) یک ورزشکار اهل عربستان سعودی است.
از باشگاه‌هایی که در آن بازی کرده‌است می‌توان به باشگاه فوتبال النصر عربستان سعودی اشاره کرد.او تا کنون به تیم ملی عربستان دعوت نشده .